# Клайнфишлинген
Клайнфишлинген (нем. Kleinfischlingen) — община в Германии, в земле Рейнланд-Пфальц. 
Входит в состав района Южный Вайнштрассе. Подчиняется управлению Эденкобен.  Население составляет 264 человека (на 31 декабря 2010 года). Занимает площадь 2,52 км².